# Брида
Брида (порт. Brida) је роман бразилског писца Паула Коеља, објављен 1990. године.
Ово је прича о Бриди, младој и  лепој Иркињи, и њеној потрази за спознајом света. На том духовном путовању, она упознаје мудраца који је подучава како да савлада своје страхове, и жену која учи да плеше ослушкујући скривену музику света. 
Они препознају Бридину даровитост, али морају пустити да до открића дође сама. Док Брида трага за својом судбином, покушава уз много тешкоћа да пронађе равнотежу између љубави и жеље да се промени.
Роман Брида је дирљива повест о љубави, мистеријама и храбрости, о духовној страни ероса и еротичној страни духовности.